# آنکاریمباری
آنکاریمباری (به لاتین: Ankarimbary) یک منطقهٔ مسکونی در ماداگاسکار است که در وهیپنو واقع شده‌است. آنکاریمباری ۸٬۰۰۰ نفر جمعیت دارد و ۴ متر بالاتر از سطح دریا واقع شده‌است.